# Pélardon

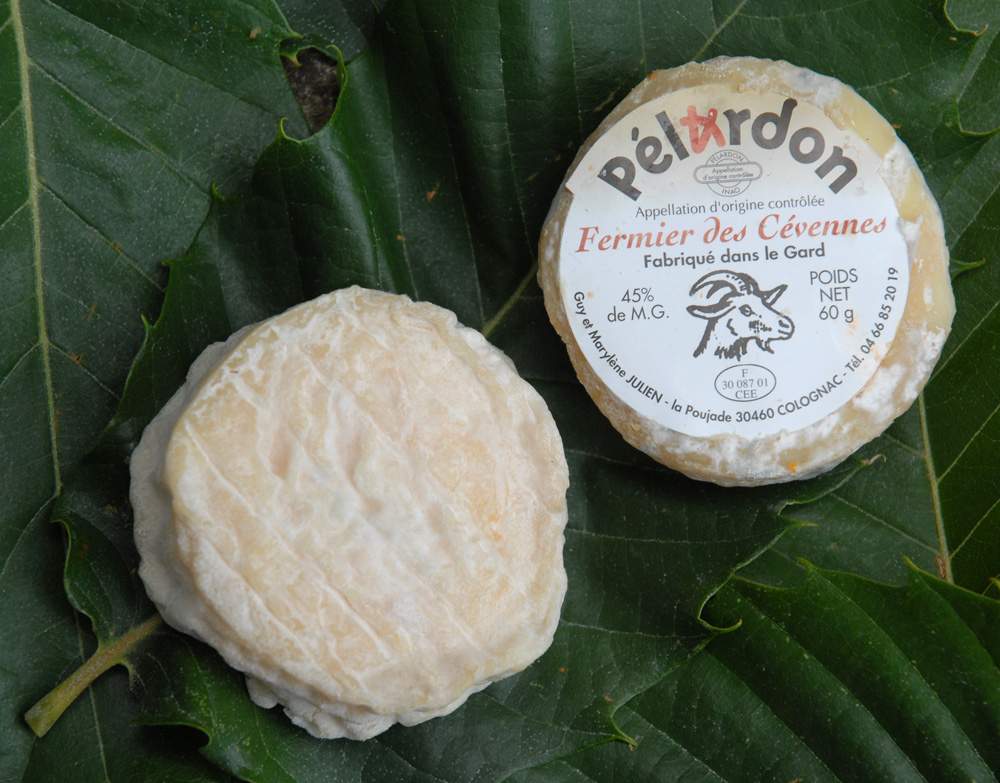
Pélardon

Pélardon ist ein französischer Weichkäse, hergestellt aus Ziegenmilch mit geschützter Ursprungsbezeichnung.

## Herkunft und Verbreitung
Die Heimat des Pélardon liegt in der Region Languedoc-Roussillon. Sein Produktionsgebiet erstreckt sich über die Departements Gard, Hérault, Lozère, Aude sowie Tarn.

## Merkmale
Der Pélardon hat eine feine elfenbeinfarbene Rinde, die bei längerer Reifezeit mit Weißschimmel- und Blauschimmel bewachsen sein kann. Im jungen Zustand ist der Teig weich und cremig, mit zunehmendem Alter wird er bröckeliger. Der runde Käselaib hat einen Durchmesser von 60 bis 70 mm und eine Höhe von 22 bis 27 mm. Er wiegt etwa 60 Gramm.

## Herstellung
Pélardon wird ausschließlich aus Rohmilch von Ziegen hergestellt. Nachdem die Milch geronnen ist, wird der Bruch mittels einer Kelle in Formen geschöpft. Wenn die Molke abgeflossen ist, wird er gesalzen und reift mindestens 11 Tage.

## Geschichte
Ursprünglich war der Ziegenkäse eine Mahlzeit und ein Produkt der armen, ländlichen Bevölkerung. Auch wenn er heute von den reichen Gourmets genossen wird, so hat er seinen bäuerlichen Charakter behalten.

## Aroma
Jung hat der Pélardon einen nussigen Geschmack, der sich im Laufe der Reifung noch ausprägt. Neben dem kräftigen Ziegengeruch können sich blumige und honigartige Aromen entwickeln. Der Fettanteil liegt bei 45 % Fett i. Tr.

## Verwendung
Der Pélardon wird nicht nur zum Abschluss eines Menüs gereicht, sondern auch als Vorspeise. Wie andere Ziegenkäsesorten eignet er sich ideal zum Panieren und Frittieren. Auch in Saucen von Rind und Lamm wird er als Verfeinerung eingerührt.